# Энтрерриос (город)
Энтрерриос (исп. Entrerríos) — город и муниципалитет на севере Колумбии, на территории департамента Антьокия. Входит в состав субрегиона Северная Антьокия.

## История
До прихода испанцев территорию муниципалитета населяли представители индейского племени es:Nutabes.
Поселение из которого позднее вырос город было основано в 1830 году. Муниципалитет Энтрерриос был выделен в отдельную административную единицу в 1835 году.

## Географическое положение

Муниципалитет Энтрерриос

Город расположен в центральной части департамента, в гористой местности Центральной Кордильеры, на расстоянии приблизительно 29 километров к северу от Медельина, административного центра департамента. Абсолютная высота — 2443 метра над уровнем моря.

Муниципалитет Энтрерриос граничит на западе и северо-западе с муниципалитетом Бельмира, на востоке и северо-востоке — с муниципалитетом Санта-Роса-де-Осос, на юго-востоке — с муниципалитетом Донматиас, на юге — с муниципалитетом Сан-Педро-де-лос-Милагрос. Площадь муниципалитета составляет 219 км².

## Население
По данным Национального административного департамента статистики Колумбии, совокупная численность населения города и муниципалитета в 2012 году составляла 9501 человека.
Динамика численности населения муниципалитета по годам:
| 2005 | 2006 | 2007 | 2008 | 2009 | 2010 | 2011 | 2012 |
| ---- | ---- | ---- | ---- | ---- | ---- | ---- | ---- |
| 8447 | 8624 | 8767 | 8918 | 9055 | 9209 | 9356 | 9501 |

Согласно данным переписи 2005 года мужчины составляли 51,9 % от населения Энтрерриоса, женщины — соответственно 48,1 %. В расовом отношении белые и метисы составляли 93,1 % от населения города; негры, мулаты и райсальцы — 6,9 %.
Уровень грамотности среди всего населения составлял 90,9 %.

## Экономика
Основу экономики Энтрерриоса составляют сельскохозяйственное производство, аквакультура, текстильная и молочная отрасли промышленности.

51,6 % от общего числа городских и муниципальных предприятий составляют предприятия торговой сферы, 33,8 % — предприятия сферы обслуживания, 12,2 % — промышленные предприятия, 2,4 % — предприятия иных отраслей экономики.